# SPÖ Salzburg
Die SPÖ Salzburg ist die Landesorganisation der Sozialdemokratischen Partei Österreich im österreichischen Bundesland Salzburg. Die Partei hat ihren Sitz in der Salzburger Wartelsteinstraße im Stadtteil Mülln.

## Geschichte

### Gründung und Anfänge
Im Jahr 1891 gründete der gelernte Steinmetz Jakob Prähauser in Hallein einen Arbeiter-Bildungsverein, der Vorgänger der Salzburger SPÖ. Prähauser war auch der erste Landesparteivorsitzende und vertrat sein Bundesland am 2. österreichischen Parteitag der Sozialdemokratie. Ab 1896 war er als Landessekretär die erste Führungspersönlichkeit der sozialdemokratischen Bewegung im Land Salzburg. Anfang des 20. Jahrhunderts formierte sich die sozialdemokratische Bewegung aus einem lockeren Bündel von Vereinen zur Partei. Im Jahr 1899 wurde die Landesparteiorganisation gegründet und 1901 entstanden die ersten Bezirks- und Gemeindeorganisationen.

### Sozialdemokraten im Widerstand
Nach der Machtergreifung durch Engelbert Dollfuß und dem Februarputsch 1934 wurde die Sozialdemokratische Partei auch in Salzburg verboten und ihr Besitz beschlagnahmt. Josef Pfeffer organisierte die illegalen Revolutionären Sozialisten (RSÖ), wurde aber 1938 vom NS-Regime verhaftet und starb später im Konzentrationslager.
Der Eisenbahner August Gruber war Verbindungsmann der Revolutionären Sozialisten, welcher am 23. März 1943 in Berlin-Plötzensee enthauptet wurde:

„Um 18.36 wurde der Verurteilte, die Hände auf den Rücken gefesselt, durch zwei Gefängnisbeamte vorgeführt. Der Scharfrichter Röttger aus Berlin stand mit seinen drei Gehilfen bereit. Der Verurteilte, der ruhig und gefasst war, ließ sich ohne Widerstreben auf das Fallbeil legen, worauf der Scharfrichter die Enthauptung mit dem Fallbeil ausführte und sodann meldete, dass das Urteil vollstreckt sei. Die Vollstreckung dauerte von der Vorführung bis zur Vollstreckung 18 Sekunden.“

Gemeinsam mit August Gruber wurden auch die beiden Sozialdemokraten Alois Auer und Rudolf Hartl ermordet. Seit 1997 erinnert eine Gedenkplatte im Steinboden des Schalterraums des Salzburger Lokalbahnhofes an die drei Widerstandskämpfer.

### Zweite Republik

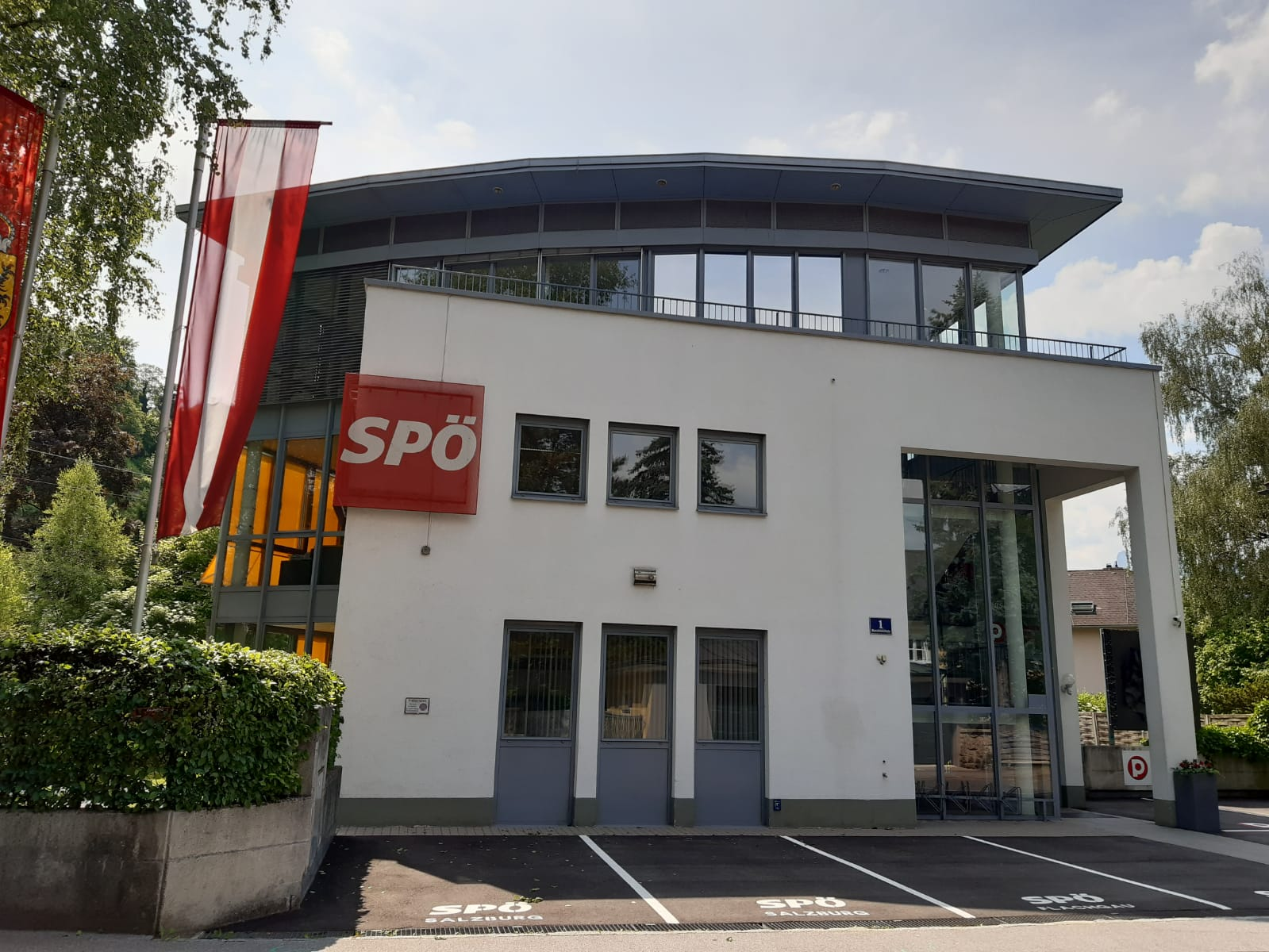
Hauptsitz der Partei in der Wartelsteinstraße

Während die SPÖ in der Stadt Salzburg von 1946 bis 2017 mit einer kurzen Unterbrechung von 1992 bis 1999 ausschließlich den Bürgermeister stellte, konnte die Partei im Bundesland bis 2004 nur Platz 2 erreichen.
Bei der Landtagswahl am 7. März 2004 konnte die SPÖ Salzburg mit 45,40 % erstmals in der Zweiten Republik die meisten Stimmen erreichen und stellte infolgedessen zum ersten Mal das Landesoberhaupt, Landeshauptfrau Gabi Burgstaller in einer Koalition mit der ÖVP, der Landesregierung Burgstaller I bis 2009. Bei der darauffolgenden Landtagswahl im Jahr 2009 verlor die SPÖ zwar ca. 6 Prozentpunkte, konnte aber den ersten Platz halten und setzte die Koalition in der Landesregierung Burgstaller II fort. Bei der infolge des Spekulationsskandals 2012 vorgezogenen Landtagswahl 2013 verlor die SPÖ mehr als 15,5 Prozentpunkten und damit ihre Spitzenposition an die ÖVP. Infolgedessen schied die SPÖ zugunsten der Grünen und des Team Stronach aus der Regierung. Noch am Wahlabend, dem 5. Mai, verkündete Gabi Burgstaller ihren Rückzug aus der Politik. Ihr Nachfolger an der Spitze der Landespartei wurde der bisherige Landeshauptmannstellvertreter Walter Steidl.
Nach der Landtagswahl 2018 verfügte die Salzburger SPÖ über 8 Mandate im Salzburger Landtag und befindet sich dort in der Opposition. Zudem entsandte die Landespartei einen Abgeordneten in den österreichischen Bundesrat, David Egger.
Für die SPÖ Salzburg saß seit der Nationalratswahl 2019 eine Abgeordnete im österreichischen Nationalrat, Cornelia Ecker (bis September 2023) bzw. Michaela Schmidt (seit September 2023).
Landesparteivorsitzender war von 2013 bis 2020 der Klubobmann der SPÖ im Landtag, Walter Steidl. Der SPÖ-Landtagsklub legte sich am 25. Mai 2020 auf Michael Wanner als Klubvorsitzenden in Nachfolge von Steidl ab Juli 2020 fest. Im Juni 2020 wurde Gerald Forcher als Nachfolger von Hannes Mathes als Landesgeschäftsführer der SPÖ Salzburg präsentiert.
Landesvorsitzender war ab 1. Juli 2020 der Vizebürgermeister von Neumarkt im Mühlkreis, David Egger. Am 21. Oktober 2024 kündigte Egger seinen Rückzug als Parteichef und Klubvorsitzender im Landtag mit Jahresende 2024 an. Ende Oktober 2024 wurde Markus Maurer zu seinem Nachfolger als Klubobmann gewählt. Seit dem 1. Jänner 2025 wird die SPÖ Salzburg von einem interimistischen Führungstrio geleitet, bestehend aus dem Präsidenten der Arbeiterkammer Salzburg, Peter Eder, sowie den Landtagsabgeordneten Barbara Thöny und Bettina Brandauer.

## Persönlichkeiten
Die SPÖ stellte in Salzburg bisher eine Landeshauptfrau, Gabi Burgstaller (von 2004 bis 2009 und von 2009 bis 2013).

### Parteivorsitzende und Geschäftsführer
Angaben aus dem Wiki der SPÖ Salzburg:

#### Landesparteivorsitzende
- 1896–1904: Jakob Prähauser
- 1904–1934: Robert Preußler
- 1934–1936: Josef Pfeffer (als Vorsitzender der RSÖ).
- 1945–1966: Franz Peyerl
- 1966–1978: Karl Steinocher
- 1978–1984: Herbert Moritz
- 1984–1990: Wolfgang Radlegger
- 1990–2001: Gerhard Buchleitner
- 2001–2013: Gabi Burgstaller
- 2013–2020: Walter Steidl
- 2020–2024: David Egger-Kranzinger[13]
- seit Oktober 2024: (interimistisch)

#### Landesparteigeschäftsführer
- 1945–1946: Viktor Tauschitz
- 1946–1966: Ernst Hallinger
- 1966–1969: Hans Pexa
- 1969–1974: Sepp Oberkirchner
- 1974–1979: Wolfgang Radlegger
- 1979–1984: Peter Köpf
- 1984–2001: Stefan Prähauser
- 2001–2006: Martin Apeltauer
- 2007–2013: Uwe Höfferer
- 2013–2016: Felix Müller
- 2016–2020: Johannes Mathes
- seit 2020: Gerald Forcher

### Klubobleute im Landtag
- 2009 bis 2013: Roland Meisl
- 2013 bis 2020: Walter Steidl
- 2020 bis 2023: Michael Wanner
- 2023 bis 2024: David Egger-Kranzinger
- ab November 2024: Markus Maurer[19]

## Teil- und Vorfeldorganisationen
Die Salzburger SPÖ unterhält ebenso wie die Bundes-SPÖ Teilorganisationen. Eine Mitgliedschaft in einer der Teilorganisationen der SPÖ Salzburg bringt in der Regel auch gleichzeitig eine Mitgliedschaft in der Landes- und darüber hinaus in der Bundespartei mit sich. Von den SPÖ-Teilorganisationen existieren folgende Landesorganisationen in Salzburg:

### Die Kinderfreunde und Kinderfreundinnen Salzburg
Die Kinderfreunde und Kinderfreundinnen sind eine Kinder-, Jugend- und Familienorganisation der SPÖ. Derzeitige Landesvorsitzende ist Cornelia Schmidjell, Landesgeschäftsführerin ist Vera Schlager.

### Junge SozialdemokratInnen und SozialistInnen (JUSOS)
Die Jungen SozialdemokratInnen und SozialistInnen (JUSOS) ist das Jugendreferat der SPÖ in Salzburg, welches 2001 durch den Zusammenschluss der Sozialistischen Jugend Österreich(SJ) und der Jungen Generation(JG) entstand. Landesvorsitzender ist derzeit Peter Auer, Landessekretär ist Hubertus Brawisch.

### Aktion kritischer SchülerInnen (aks) Salzburg
Die Aktion kritischer SchülerInnen (aks) Salzburg ist eine SchülerInnenorganisation, die sich mit bildungspolitischen Themen auseinandersetzt und sich mit gesellschaftspolitischen Fragen beschäftigt. Derzeitige Landesvorsitzende ist Suzan Schwarzmayr, Landessekretär ist Christoph Absmann.

### VSStÖ Salzburg
1893 gründete sich als erste Vorläuferorganisation des Verband Sozialistischer Student_innen Österreichs (VSStÖ) in Wien die Freie Vereinigung Sozialistischer Studenten. Der Verband Sozialistischer Student*innen Österreichs in seiner Form wurde 1893 gegründet und vertritt die Interessen der sozialistischen Studierenden, vor allem in der Österreichischen Hochschülerinnen- und Hochschülerschaft (ÖH). Der VSStÖ ist in der ÖH die Organisation mit der längsten Tradition und Geschichte und der einzige Gründungsverband der ÖH, der heute noch besteht. Vorsitzender des VSStÖ in Salzburg ist derzeit Cedric Keller.

### BSA-Salzburg
Der Bund Sozialdemokratischer Akademikerinnen und Akademiker, Intellektueller, Künstlerinnen und Künstler wurde 1946 als Bund sozialistischer Akademiker gegründet. Derzeitiger Landesvorsitzender in Salzburg ist Josef Weilhartner.

### SPÖ-Frauen Salzburg
Die SPÖ-Frauen sind das frauenpolitische Referat in der SPÖ und setzen sich in erster Linie mit Themen der Geschlechtergerechtigkeit auseinander. Die Gründung der SPÖ Frauen als Bundesorganisation fand am 5. September 1945 statt. Vorsitzende der Salzburger Landesorganisation ist die Landtagsabgeordnete Karin Dollinger, Geschäftsführerin ist Michaela Ferschmann.

### Volkshilfe Salzburg
Die Salzburger Volkshilfe ist ein soziales Dienstleistungsunternehmen, welches am 6. Juni 1947 gegründet wurde. Derzeitige Vorsitzende der Organisation ist Ingried Riezler-Kainzner, Geschäftsführer ist Bernhard Behr.

### SoHo Salzburg
Die Sozialdemokratische Lesben, Schwulen, Transgender und Intersexuellen Organisation ist eine sozialdemokratische Organisation, die sich für Gleichberechtigung und Chancengleichheit von Lesben, Schwulen, Transgender und Intersexuellen in Österreich einsetzt. Landesvorsitzender der SoHo im Bundesland Salzburg ist derzeit Bernhard Damoser.

### Red Biker Salzburg
Red Biker ist eine Interessensvertretung für Bikerinnen und Biker in Österreich. Präsident der Salzburger Landesorganisation ist Manfred Schnitzhofer.

### FSG Salzburg
Die Fraktion Sozialdemokratischer GewerkschafterInnen setzt sich im Österreichischen Gewerkschaftsbund, in den Belegschaftsvertretungen, in der Arbeiterkammer und den selbstverwalteten Einrichtungen der Sozialpolitik sowie in der Öffentlichkeit auf der Grundlage des Programms der SPÖ für die Anliegen und Interessen der unselbstständigen beschäftigten Menschen und diesen nahe stehenden Gruppen (insbesondere Menschen in Ausbildung, Pensionisten) ein. Geschäftsführer ist Georg Djundja.

### Gemeindevertreterverband (GVV)
2016 wurde die Arbeitsgemeinschaft Sozialdemokratischer GemeindevertreterInnen (ASG) in Sozialdemokratischer GemeindevertreterInnenverband Salzburg (GVV Salzburg) beschlossen. Der Verband sozialdemokratischer GemeindevertreterInnen Salzburg (GVV) unterstützt die Kommunalpolitiker der SPÖ mit seinem Angebot wie z. B. Rechtsauskünften, Strategieberatung und Seminaren bei ihrer täglichen Arbeit. Derzeitiger Vorsitzender ist der Bürgermeister von Bischofshofen, Hansjörg Obinger, Geschäftsführer ist Ingo Ladinig.

### Salzburger Wirtschaftsverband (SWV)
Der Salzburger Wirtschaftsverband (SWV) ist die Interessensvertretung seiner Mitglieder in der Wirtschaftskammer Salzburg. Derzeitiger Landespräsident ist Peter Mörwald, Landesgeschäftsführer ist Hermann Wielandner.

### Dr.-Karl-Renner-Institut, SPÖ Bildung
Das Renner-Institut Salzburg ist die politische Akademie der Salzburger SPÖ. Das Renner Institut Salzburg bietet Seminare, Workshops und Ausbildungslehrgänge an. Derzeitiger Landesstellenleiter ist Daniel Winter.

### Bund Sozialdemokratischer FreiheitskämpferInnen (BSF)
1949 gründeten ehemalige Februarkämpfer, Frauen und Männer des antifaschistischen Widerstandes und überlebende Opfer des NS-Verbrecherregimes in den Jahren nach dem Ende des Hitlerfaschismus den Bund Sozialistischer Freiheitskämpfer und Opfer des Faschismus. Die erste Bundesvorsitzende, Rosa Jochmann vertrat die Interessen der Opfer der faschistischen Regime und führte gemeinsam mit Josef Hindels und den Mitgliedern des Bundes den Kampf gegen Rechtsextremismus und Antisemitismus. In den letzten Jahren kämpfte der Bund vor allem für eine zeitgemäße Form der Aufklärungs- und Gedenkkultur. Landesvorsitzender der Organisation in Salzburg ist derzeit Matteo Gebhart, Landessekretär ist Christof Fellner.

### SPÖ Bauern
Die SPÖ Bauern sind das Referat für die Vertretung der Interessen der sozialistischen Bauern in der SPÖ und in der Landwirtschaftskammer sowie den Bezirksbauernkammern. Landesvorsitzender ist derzeit Lorenz Quehenberger.

### Sozialdemokratischer LehrerInnenverein (SLÖ)
Der Sozialdemokratische LehrerInnenverein widmet sich der Förderung und Umsetzung sozialdemokratischer Grundwerte im Bildungsbereich. Der Verein befasst sich mit Schul-, Erziehungs- und Lehrerfragen sowie mit Fragen der sozialistischen Kulturpolitik und versteht sich als Plattform aller Sozialdemokratischen Lehrerinnen und Lehrer des Bundeslandes Salzburg. Landesvorsitzender ist Dietmar Plakolm.

### Pensionistenverband Salzburg
Der Pensionistenverband Salzburg ist eine sozialdemokratische Organisation für Pensionisten im Land Salzburg. Geschäftsführender Landesvorsitzender ist derzeit Wolfgang Höllbacher.